# WebCrawler
WebCrawler es un metabuscador que combina la búsquedas tope de Google, Yahoo!, Bing (antes MSN Search), Ask.com, About.com, MIVA, LookSmart y otros motores de búsqueda populares. WebCrawler también proporciona a los usuarios la opción de búsqueda de imágenes, audio, vídeo, noticias, páginas amarillas y páginas blancas. WebCrawler es una marca registrada de InfoSpace. Inc.
WebCrawler fue el primer metabuscador de la Web en proporcionar búsqueda de texto completo. Se publicó en internet el 20 de abril de 1994 y fue creado por Brian Pinkerton en la Universidad de Washington. Fue comprado por America Online el 1 de junio de 1995 y vendido a Excite el 1 de abril de 1997. WebCrawler fue adquirido por InfoSpace en 2001 y más tarde renombrado como Excite, en ese entonces llamado Excite@Home. InfoSpace también posee y opera los metabuscadores Dogplie y MetaCrawler. 
WebCrawler era originalmente un metabuscador separado con su propia base de datos, y la publicidad exhibida da lugar a las áreas separadas de la página. Más recientemente, se ha colocado un nuevo motor de metabúsqueda, proporcionando una composición separada de identificación de resultados patrocinados de no patrocinados de los motores de búsqueda más populares.

## Imagen
A principios de 2008, WebCrawler también cambió su imagen de la vista clásica a la vista simple más moderna, distinto al diseño original de la página, y también, desechando su clásica araña mascota.
En julio de 2010, WebCrawler fue clasificado como el 753 sitio web más popular en los Estados Unidos y el 2994 más popular en el mundo según Alexa. Quantcast estima que recibe 1.7 millones de visitantes solo de EE. UU. por mes, mientras que Compite estima 7.015.395.